# Władimir Lewensztejn
Władimir Lewensztejn (ros. Владимир Иосифович Левенштейн, ur. 20 maja 1935 w Moskwie, zm. 6 września 2017 tamże) – rosyjski naukowiec informatyk, znany w szczególności ze stworzenia w 1965 roku algorytmu obliczania podobieństwa dwóch ciągów symboli, zwanego odległością Levenshteina. Wyróżniony Medalem Hamminga w 2006 roku.